# Trainspotting (film)
Trainspotting – brytyjski komediodramat w reżyserii Danny’ego Boyle’a z 1996 r.
Film powstał na podstawie autobiograficznej książki Irvine'a Welsha, opisującej światek edynburskich narkomanów. Trwa 93 minuty. Film był zwycięzcą plebiscytu publiczności 12. Warszawskiego Festiwalu Filmowego. Trainspotting okazał się wielkim sukcesem finansowym, zarabiając 48 milionów funtów przy budżecie 1,5 miliona funtów. Ma szybkie tempo, a przy tym zawiera sceny wizji narkomana, który odstawił heroinę.
W styczniu 2017 miała swoją premierę kontynuacja filmu, zatytułowana T2 Trainspotting, gdzie za reżyserię i scenariusz odpowiadały te same osoby.

## Fabuła
Późne lata 80., biedna dzielnica Edynburga. Mark Renton należy do grupy narkomanów zażywających głównie heroinę. Handel narkotykami, bójki, kradzieże, napady, AIDS, śmierć noworodka zaniedbanego przez matkę to ich rzeczywistość, choć Renton tak naprawdę mieszka jeszcze z rodzicami. Ma on zamiar skończyć z nałogiem i rozpocząć uczciwe życie szanowanego obywatela. Koledzy, w tym psychopatyczny Begbie, podążają za nim jednak nawet do Londynu, gdzie został agentem wynajmu nieruchomości.

## Tytuł
Tytułu nie da się zrozumieć, oglądając film. Chodzi o pewną scenę istniejącą tylko w książce Welsha, gdzie Begbie i Renton spotykają starego pijaka, który okazuje się ojcem Begbiego. Nie utrzymują ze sobą kontaktów. Dzieje się to na nieużywanej stacji kolejowej, którą oni traktują jako toaletę. Starzec pyta ich, czy spisują numery lokomotyw (na tym polega hobby zwane „trainspotting”). Według reżysera Boyle’a, w latach 80. określenie „trainspotting” oznaczało wszelkie trywialne męskie obsesje, w tym branie narkotyków.
W słowniku slangu miejskiego „trainspotting” oznacza „szukanie żyły w celu zażycia porcji narkotyku”.

## Obsada

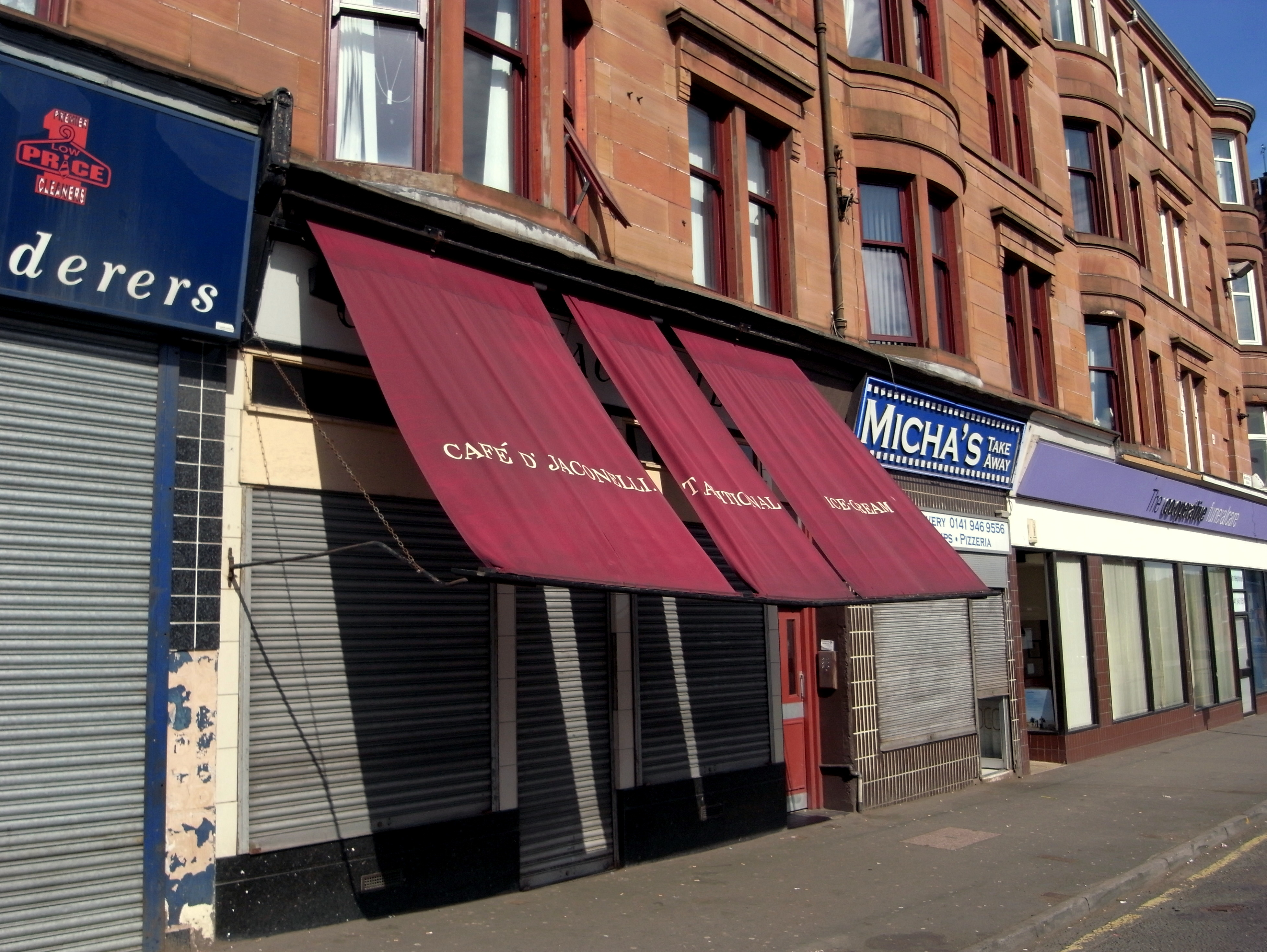
Glasgow. Café D'Jaconelli. 570 Maryhill Road. Kawiarnia była jednym z kilku miejsc w Glasgow, gdzie powstała większość scen do filmu.

- Ewan McGregor – Mark „Rent-boy” Renton
- Ewen Bremner – Daniel „Spud” Murphy
- Jonny Lee Miller – Simon David „Sick Boy” Williamson
- Kevin McKidd – Tommy MacKenzie
- Robert Carlyle – Francis (Franco) Begbie